# Deutsche Meteorologische Gesellschaft
Die Deutsche Meteorologische Gesellschaft e. V. (DMG) hat sich zum Ziel gesetzt, die Wissenschaft der Meteorologie zu fördern sowie meteorologisches Wissen zu verbreiten. Die DMG vertritt auch Belange der Physikalischen Ozeanographie.

## Geschichte
Die Deutsche Meteorologische Gesellschaft wurde am 18. November 1883 in der damaligen Deutschen Seewarte in Hamburg-Sankt Pauli gegründet. Nach 1945 entstanden in den westlichen Besatzungszonen Deutschlands vier regionale meteorologische Gesellschaften, die sich am 27. März 1974 zu einem eingetragenen Verein, der „Deutschen Meteorologischen Gesellschaft e. V.“ (DMG) zusammenschlossen. Diese neue DMG ist Rechtsnachfolgerin des bereits im Jahre 1964 gegründeten „Verbandes Deutscher Meteorologischer Gesellschaften“. 1991 kam nach der deutschen Wiedervereinigung auch die Meteorologischen Gesellschaft der DDR hinzu.

## Aktivitäten
Die DMG bietet ein Forum für wissenschaftliche Information und Diskussion. Dabei steht sie nicht ausschließlich Meteorologen, sondern allen, die die Ziele der DMG unterstützen wollen, offen. Ein wichtiger Aufgabenschwerpunkt ist die Förderung des wissenschaftlichen Nachwuchses.
Alle drei Jahre findet die DACH-Meteorologie-Tagung statt, die zusammen mit der Schweizerischen Gesellschaft für Meteorologie (SGM) und der Österreichischen Gesellschaft für Meteorologie (ÖGM) durchgeführt werden. In den Jahren 2015 und 2018 hat die DMG, gemeinsam mit Partnern, die Deutsche Klimatagung veranstaltet. Darüber hinaus unterstützt die DMG weitere nationale und internationale Tagungen. Seit 1999 ist sie Mitglied der Europäischen Meteorologischen Gesellschaft (EMS).
Zusammen mit der SGM und der ÖGM gibt die DMG die Meteorologische Zeitschrift heraus. Ein weiterer Beitrag zur Verbreitung meteorologischen Wissens ist die Herausgabe des „Meteorologischen Kalenders“, der neben attraktiven Fotos umfangreiche Informationen zu jährlich wechselnden Themenschwerpunkten in deutscher und englischer Sprache enthält.
Die DMG nimmt Stellung zu aktuellen fachlichen Fragen. Im Jahr 2015 gab sie aus Anlass der 10. Deutschen Klimatagung in Hamburg eine aktualisierte Stellungnahme zum Klimawandel heraus, u. a. mit der Aussage, dass der Erwärmungstrend ungebrochen ist und der menschliche Einfluss auf den Klimawandel immer deutlicher nachweisbar ist.
Die DMG fördert die Qualität meteorologischer Dienstleistungen, indem sie das Zertifikat „Anerkannt Beratender Meteorologe“ verleiht und ein Anerkennungsverfahren für Qualitätsstandards bei der Wetterberatung anbietet.

## Regionale und fachliche Gliederung
Die DMG ist regional in sechs Sektionen unterteilt, die in allen Teilen Deutschlands Fortbildungsveranstaltungen und Exkursionen anbieten.
Spezielle fachliche Themen werden vertiefend in Fachausschüssen behandelt. Derzeit gibt es folgende Fachausschüsse:
- Amateurmeteorologie
- Biometeorologie
- Energiemeteorologie
- Geschichte der Meteorologie
- Hydrometeorologie
- Junge DMG
- Klimakommunikation
- Umweltmeteorologie

## Preise und Ehrungen
Die DMG verleiht für besondere wissenschaftliche Leistungen den DMG-Förderpreis, die Alfred-Wegener-Medaille, die Albert-Defant-Medaille, die Reinhard-Süring-Plakette und den Paulus-Preis. Weiterhin ist sie an der Verleihung des Georgi-Preises der GeoUnion Alfred-Wegener-Stiftung beteiligt.

## Vorsitzende des Geschäftsführenden Vorstands seit 1974
- 1974–1975: Friedrich Wippermann, Darmstadt
- 1976–1978: Hans Hinzpeter, Hamburg
- 1979–1981: Josef van Eimern, München
- 1982–1984: Siegfried Uhlig, Traben-Trarbach
- 1985–1987: Hans-Walter Georgii, Frankfurt am Main
- 1988–1990: Rainer Roth, Hannover
- 1991–1993: Karin Labitzke, Berlin
- 1994–1996: Gerd Tetzlaff, Leipzig
- 1997–1999: Udo Gärtner, Offenbach am Main
- 2000–2002: Werner Wehry, Berlin
- 2003–2005: Martin Claußen, Hamburg
- 2006–2008: Herbert Fischer, Karlsruhe
- 01–09/2009: Ulrich Cubasch, Berlin
- 10/2009–2010: Herbert Fischer, Karlsruhe
- 2011–2013: Helmut Mayer, Freiburg
- 2014–2016: Gudrun Rosenhagen, Hamburg
- 2017–2019: Inge Niedek, Berlin[10]
- 2020–2022: Clemens Simmer, Bonn
- seit 2023: Frank Böttcher, Hamburg